# Aeranthes parvula
Aeranthes parvula är en orkidéart som beskrevs av Rudolf Schlechter. Aeranthes parvula ingår i släktet Aeranthes och familjen orkidéer. Inga underarter finns listade i Catalogue of Life.